# Йосеф Шурал
Йосеф Шурал (чеськ. Josef Šural; 30 травня 1990, Густопече — 29 квітня 2019, Аланія, Туреччина) — чеський футболіст, колишній нападник клубів «Спарта» (Прага) та «Аланіяспор» і національної збірної Чехії.

## Клубна кар'єра
Народився 30 травня 1990 року в місті Густопече. Вихованець юнацьких команд футбольних клубів «Сокол» (Саквіце) і «Збройовка» (Брно). У дорослому футболі дебютував 2008 року виступами за основну команду «Збройовки», в якій провів три сезони, взявши участь у 37 матчах чемпіонату.
Своєю грою за цю команду привернув увагу представників тренерського штабу клубу «Слован», до складу якого приєднався 2011 року. Відіграв за ліберецьку команду наступні чотири з половиною сезони своєї ігрової кар'єри. Більшість часу, проведеного у складі «Слована», був основним гравцем атакувальної ланки команди і досить регулярно забивав.
На початку 2016 року перейшов до празької «Спарти».

## Виступи за збірні
2005 року дебютував у складі юнацької збірної Чехії, взяв участь у 41 іграх на юнацькому рівні (за команди різних вікових категорій), відзначившись 14 забитими голами.
Провів дві гри у складі молодіжної збірної Чехії.
2013 року дебютував в офіційних матчах у складі національної збірної Чехії. У травні 2016 року головний тренер збірної Чехії Павел Врба включив Шурала до розширеної заявки національної команди для участі у фінальній частині Євро-2016.

## Загибель
Після нічиєї з «Кайсеріспором» сім гравців «Аланіяспора», в тому числі колишній захисник «Тоттенгему» Стівен Кокер, екс-форвард «Ньюкасла» Папісс Сіссе і нападаючий збірної Чехії Йосеф Шурал, не поїхали додому на командному автобусі, а орендували мінівен марки Mercedes-Benz. Дорога мала бути довга і пізня - шлях від Кайсері до Аланії займає близько семи-восьми годин, матч закінчився близько шостої вечора, тому водіїв в машині було двоє.
За п'ять кілометрів до Аланії мінівен потрапив в аварію. Машина перекинулася, а основний удар припав на праву сторону: крім численних вм'ятин і розбитих вікон відірвалися двері. Один з пасажирів отримав численні травми голови і переломи, і врятувати його не вдалося: Йосеф Шурал помер в реанімації.

## Титули і досягнення
- Чемпіон Чехії (1):

«Слован»: 2011-12
- Володар Кубка Чехії (1):

«Слован»: 2014-15